# Zech (sächsisches Adelsgeschlecht)

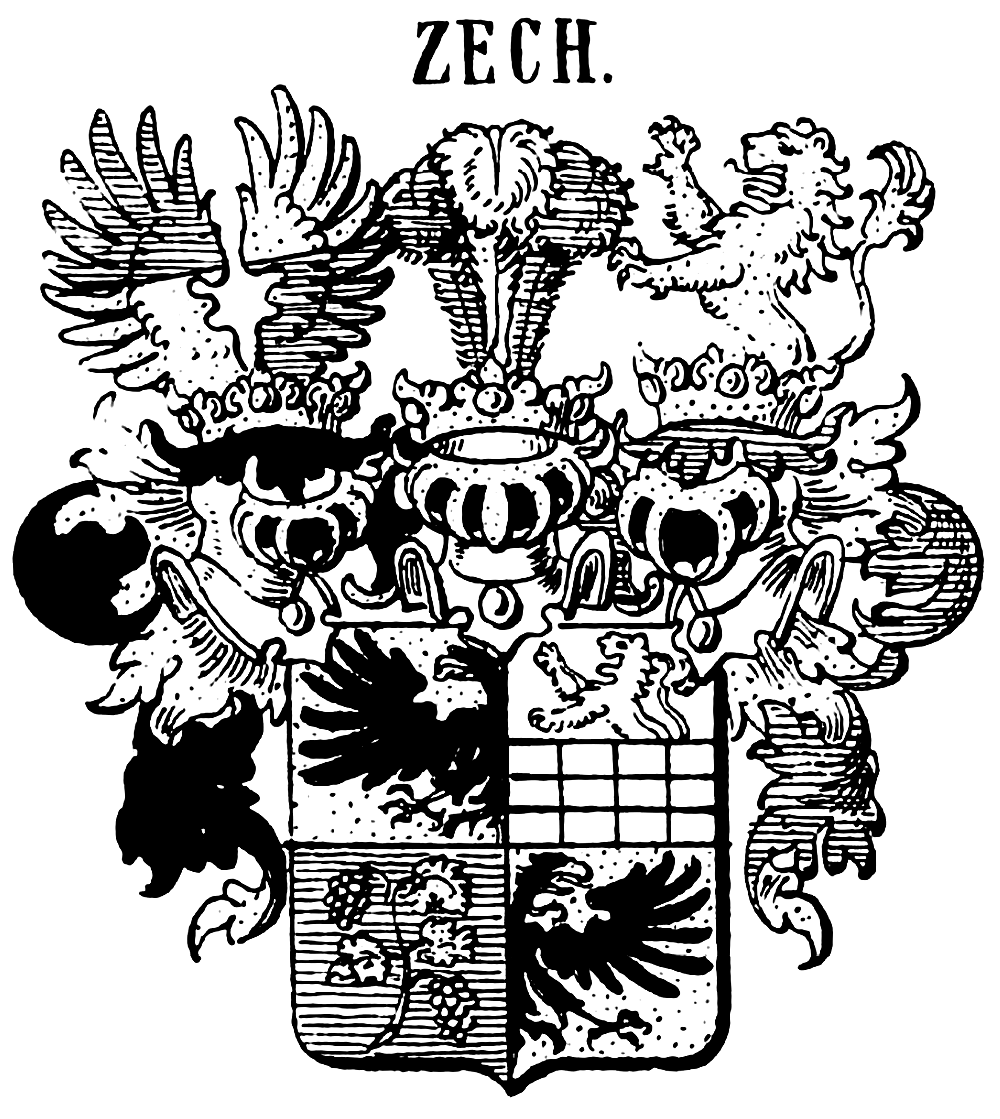
Wappen derer von Zech

Die von Zech sind  eine ehemals bürgerliche, aus Thüringen stammende und in Sachsen ansässig gewordene Adelsfamilie.

## Geschichte
Am 3. Februar 1716 wurde der aus bürgerlichen Verhältnissen stammende Bernhard Zech, seine Ehefrau Regina Elisabeth und deren eheliche Leibeserben vom Kaiser Karl VI. in Wien in den Adelsstand erhoben und ihnen ein Wappen verliehen. Zechs Sohn Bernhard (* 6. Dezember 1681, † 4. Oktober 1748) wurde 1729 in den Reichsfreiherrenstand  und am 14. August 1745 wurde während des kursächsischen Reichsvikariats in den Reichsgrafenstand erhoben.
Die Familie der Grafen von Zech-Burkersroda entstammt der Familie von Burkersroda. Die kinderlose verwitwete Geheimrätin Gräfin Louise Christiane Dorothee von Zech geb. Freiin von Zech (1740–1815) adoptierte mit Genehmigung des Königs Friedrich Wilhelm III. von Preußen vom 18. August 1815 den Amtshauptmann Johann Christian August von Burckersroda, den Sohn ihres mütterlichen Bruders,  an Kindesstatt. Mit der Standeserhöhung war die Bedingung verbunden, dass der Amtshauptmann und dessen ehelichen Leibeserben fortan den Namen Grafen und Gräfinnen von Zech sonst von Burckersroda genannt und das gräflich Zechische Geschlechtswappen führen sollten.

## Wappen
Das Wappen ist geviert, 1 und 4 in Gold ein halber schwarzer Adler am Spalt, 2 geteilt, oben in Schwarz ein wachsender goldener Löwe, unten von Rot und Silber geschacht (Stammwappen derer von Zäh/Zach), 3 in Blau eine Weinranke mit Blättern und Trauben. Auf den drei gekrönten Helmen rechts ein von Blau und Gold übereck geteilter Flug, Mitte drei Straußenfedern, links ein wachsender goldener Löwe. Die Decken sind rechts schwarz-gold, links blau-gold tingiert.

## Persönlichkeiten
- Bernhard von Zech (1649–1720), Minister und Schriftsteller
- Bernhard Graf von Zech (1681–1748), Hof- und Justizrat
- Ludwig Adolph von Zech (1683–1760), polnisch-sächsischer wirklicher Geheimer Rat